# História da literatura
A história da literatura é a disciplina que estuda a evolução da literatura, seja em prosa ou poesia, por meio dos movimentos literários e das relações entre a História e a Literatura.

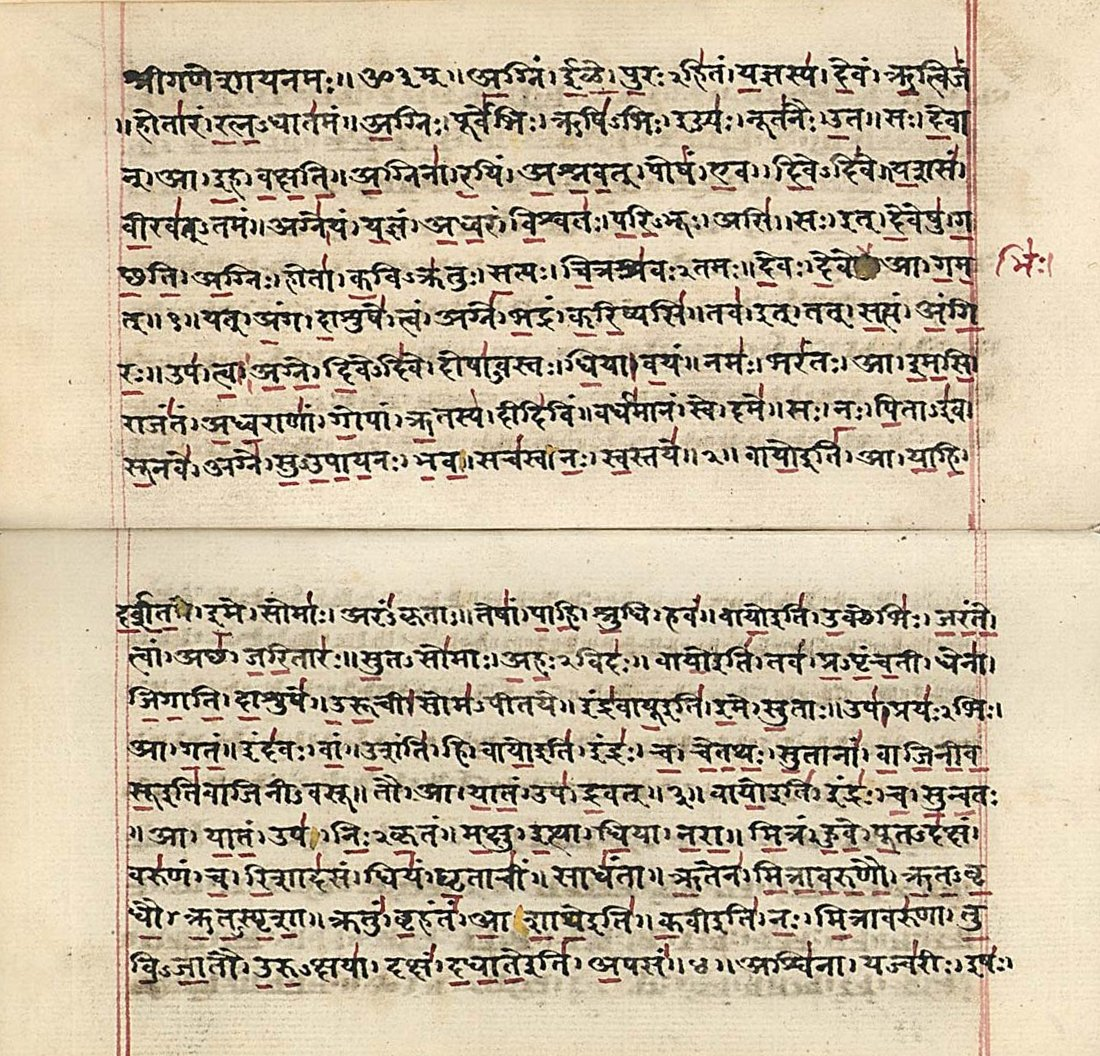
O Rig Veda

A narrativa não começa com a escrita. No sentido restrito da escrita (literatura vem do latim "littera", que quer dizer "letras"), a literatura só se torna possível com a escrita, embora não tenha surgido com ela.
A literatura e a escrita, embora tenham conexões entre si, não são sinônimos. Os primeiros registros escritos da história da humanidade não são literatura.
Há controvérsias dos estudiosos que discordam sobre o quanto os registros antigos se convertem em algo próximo à  uma literatura narrativa.
Um problema ao tratarmos da história da literatura é que muitos textos vão desaparecendo ao longo do tempo, por acidente pela total extinção da cultura que os originou, com as novas narrativas e interpretações das historias ou até traduções errôneas.
Certos tempos primários podem ser considerados como os primeiros passos da literatura. Exemplos muitos antigos são Epopeia de Gilgamexe, datada de aproximadamente 2 000 a.C., e o Livro dos mortos, escrito em Papiro aproximadamente no ano 1600 a.C., mais provavelmente na data do século XVII a.C..
Muitas histórias, contos se expandiram de maneira oral durante vários séculos antes que fossem escritos. Por essa razão narrativas com essas natureza mais complicadas de se determinar uma periodização. O núcleo do Rig Veda parece datar de meados do século II a.C..
O Pentateuco normalmente se fecha ao redor do século XV a.C.. Outras tradições orais foram passadas em forma de escrita muito tarde, como a  Edda em verso, escrita no século XIII.

## Mesopotâmia
É a literatura escrita em sumério, babilônico, acádico, hitita, e outras línguas da Mesopotâmia. Desenvolveu-se nas principais cidades mesopotâmicas (Uruque, Guirsu, Nipur, Sipar e Ur).
A literatura sapiencial mesopotâmica serve de base para os escritos de Hesíodo.

## China

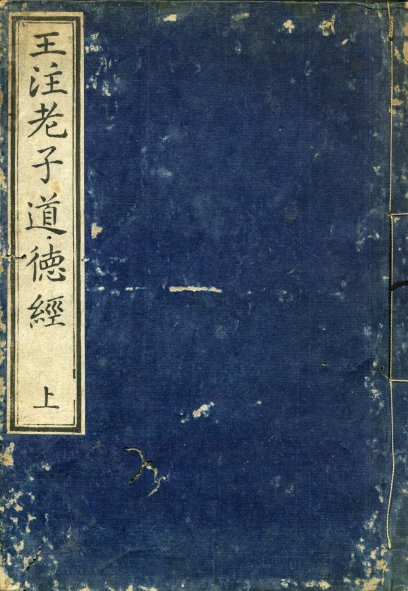
Tao Te Ching edição Wang Bi: um dos antigos escritos chineses mais conhecidos e importantes

A literatura chinesa teve as suas origens há mais de três mil anos. Os primeiros documentos escritos que se podem considerar literatura provêm da dinastia Zhou.
O primeiro e grande autor de táticas militares e estratégia foi Sun Tzu com A Arte da Guerra, um autor tão estudado e lido ainda hoje, tanto quanto o estrategista Clausewitz.
A filosofia chinesa seguiu um caminho distinto da grega - no lugar de apresentar diálogos extensos, optou por Analectos. Confúcio empregava sempre provérbios morais cujos temas principais são o amor e o respeito à natureza, aos mais velhos, à sociedade e à religião.

## Japão
No chamado período arcaico, entre os séculos III e VI, o Japão produziu suas primeiras obras literárias: as crônicas Kojiki e Nihonshoki, assim como as poesias Manyoshu. O período clássico da literatura japonesa começou no final do século VIII.

## Europa

### Grécia

Os primeiros versos da Ilíada

A literatura grega teve um papel fundamental na história da literatura ocidental.
A contribuição grega não se resume apenas aos poemas épicos atribuídos a Homero, mas também à primeira dramaturgia europeia; aos poetas líricos; aos mitos fixados por Hesíodo, e outros; à filosofia; à História, inventada como disciplina por Heródoto; à medicina, cuja literatura foi inaugurada na Europa por Hipócrates; e muitas outras contribuições.
Muitos estudiosos consideram que a tradição literária ocidental começou com os poemas épicos da Ilíada, que conta a história da Guerra de Troia, e a Odisseia, que conta a história do retorno para casa de Ulisses, um dos heróis gregos da Guerra de Troia. Estes poemas épicos eram atribuídos ao aedo Homero, na Grécia antiga, mas hoje é geralmente aceito que Homero é uma personagem lendária, reunião de vários poetas que foram construindo o texto oralmente até a sua fixação escrita no século VI a.C., em Atenas.
Hesíodo escreveu os poemas Teogonia, sobre a origem dos deuses, e Os trabalhos e os dias, sobre lendas e mitos e também sobre o valor do trabalho. Ele foi um poeta tão valorizado quanto Homero entre os antigos gregos.
Entre os poetas posteriores foi notável Safo, que usou a forma da poesia lírica como gênero.
O dramaturgo Ésquilo começou na literatura ocidental introduzindo sempre o diálogo e a interação com a dramaturgia teatral ou seja um texto "escrito para o teatro". É considerado o fundador da tragédia.A sua obra chamada Oresteia (ou Oréstia), foi uma das mais pungentes tragédias da Grécia Antiga narrando o drama protagonizado pelos últimos Atridas e que vieram completas para nós.
Outros talentos dramáticos ou seja de autores que escreviam para o teatro foram Sófocles (em suas tragédias, mostra dois tipos de sofrimento: o que decorre do excesso de paixão e o que é consequência de um acontecimento acidental. Reduziu a importância do coro no teatro grego, relegando-o ao papel de observador do drama que se desenrola à sua frente), e Eurípedes que utilizou da literatura dramática para desafiar as normas sociais. Já Aristófanes, um comediante, usou as mesmas ideias, só que em um tom menos trágico em suas duas obras: Lisístrata e As vespas. Deve ser esclarecido aqui que literatura dramática não é teatro, mas sim um texto escrito para ser encenado.

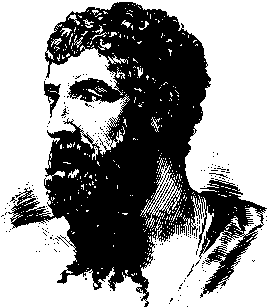
Aristófanes.

Aristóteles, aluno de Platão, escreveu dezenas de trabalhos em muitas disciplinas científicas, e sua contribuição maior na literatura foi provavelmente sua Arte Poética, onde implanta sua concepção do drama e estabelece parâmetros para a crítica literária.

### Roma

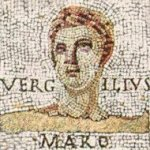
Virgílio (Mosaico)

Em muitos aspectos, os escritores da República Romana e do Império Romano quiseram evitar a inovação a favor de imitar aos grandes autores gregos. A Eneida de Virgílio é um exemplo da época. Plauto, dramaturgo cômico, seguiu os passos de Aristófanes; na obra Metamorfoses, de Ovídio, ele retratou o mundo segundo o ponto de vista da mitologia greco-romana.
Uma das poucas criações literárias romanas foi a sátira. Horácio foi o primeiro a usá-la como ferramenta argumental.

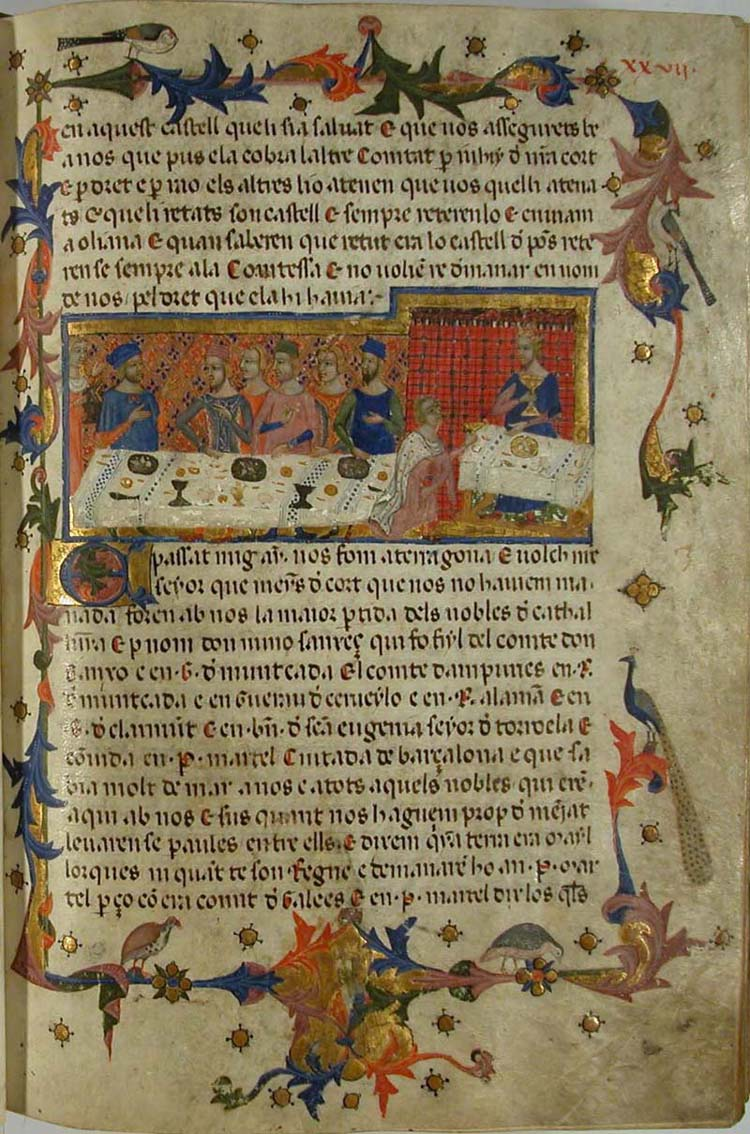
Um livro medieval

Depois da queda de Roma (em 476), muitos dos estilos literários inventados pelos gregos e romanos caíram em desuso na Europa e tiveram uma retomada durante período conhecido como Renascimento.
Através do Islã se difundiu na Ásia e na África obras gregas, das quais foram preservados, copiados cuidadosamente e em diversos casos  traduzidos pelos escribas muçulmanos.

## Literatura Latina tardia
Entre os textos europeus frequentes temos as hagiografias. Algumas obra de Beda e até outras continuam na tradição histórica passada na fé comentada por Eusébio de Cesareia ao redor do ano 300.

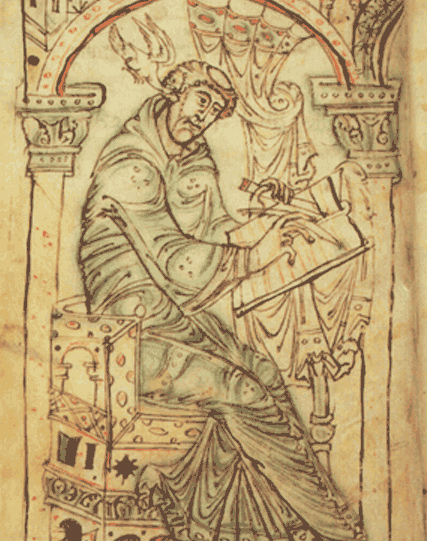
Beda representado num manuscrito medieval

No ano de 400, com a Psychomachia (título em espanhol) de Prudêncio, começou a tradição dos contos alegóricos, então socorrida na literatura medieval.

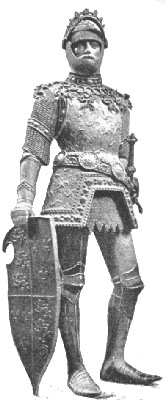
Rei Artur - Escultura da Era Vitoriana

Geoffrey de Monmouth  escreveu sua Historia Regum Britanniae (História dos reis de Bretanniae), que apresentou como textos reais da história de Grã-Bretanha. Entre elas estão as de Merlin, o mago e o Rei Artur.
O interesse dos muçulmanos por preservar os escritos filosóficos e científicos gregos chegaria a afetar a escritura na Europa; por exemplo, a obra do célebre teólogo Tomás de Aquino tem forte influência aristotélica.

## Literatura vernácular
A poesia e as canções de gesta, sendo que as mais antigas formas conhecidas datam de fins do século XI e do início do XII, quase 100 anos antes do surgimento da poesia lírica dos trovadores e dos mais antigos romances em verso.

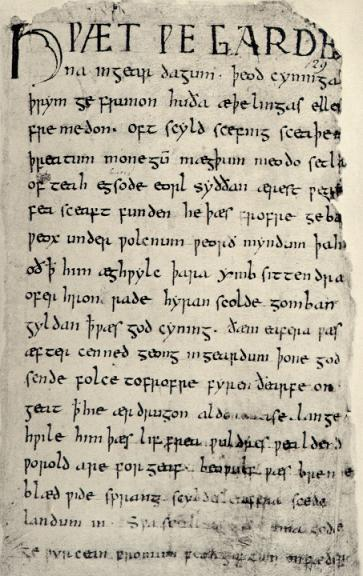
A primeira página do Beowulf: fonte de inspiração para Tolkien

A poesia épica continuou desenrolando-se com a adição temática das mitologias da Europa do norte; Beowulf apresenta uma visão da guerra e da honra similar à de Homero e Virgílio.
Em novembro de 1095 o Papa Urbano II deu início à Primeira Cruzada  no Concílio de Clermont. As cruzadas afetaram, em todos os aspectos, a vida na Europa e no Oriente médio; a literatura também foi transformada por essas guerras. Por exemplo, a imagem do cavaleiro adquiriu um significado novo.

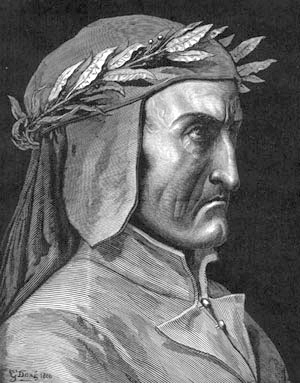
Dante

Obras e autores importantes do período são: Petrarca; o Decamerão de Boccaccio; A Divina Comédia e os poemas de Dante Alighieri; os Contos da Cantuária de Geoffrey Chaucer.

## Antiga literatura árabe
A literatura árabe surge aproximadamente no século VIII, com duas importantes recompilações: o Mu'allaqat e o Mufaddaliyat. Simbad também é bastante conhecida atualmente.
O Corão ou Alcorão, livro sagrado do Islão, data do século VII. É a obra mais complexa em estrutura (tem 114 capítulos que reúnem 6 236 estrofes que misturam prosa e poesia).
Outra importante obra é a tradição Hadith - Os Ditos do Profeta, baseada nos dizeres do profeta Maomé), cujas recompilações mais importantes são as de Muslim b. al-Haýýaý, e a de Muhammad ibn Isma'il al-Bukhari. Maomé também inspirou as primeiras biografias em árabe, conhecidas como al-sirah al-nabawiyyah;

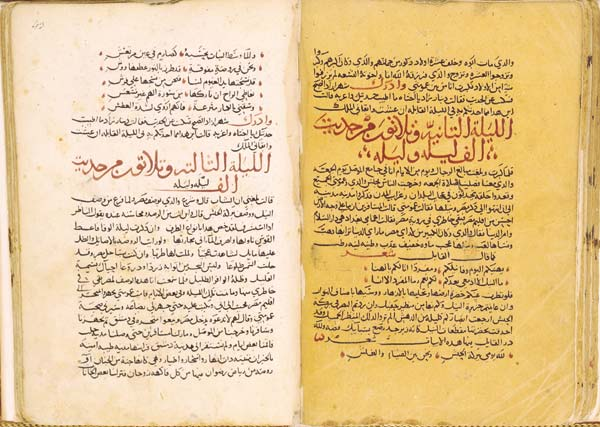
As Mil e Uma Noites

A grande obra da literatura de ficção árabe é As Mil e uma Noites, sem dúvida o mais conhecido de sua literatura e cultura. Há a crença de que algumas histórias tem suas origens na Índia. As Mil e uma Noites datam provavelmente dos séculos XIII e XVI.
Este épico tem influenciado o ocidente desde que foi traduzido no século XVIII, primeiramente por Antoine Galland.
Entre as inovações da escritura na literatura árabe se encontra na perspectiva cronística de ibne Caldune, que retrata toda explicação sobrenatural no tom de enfoque científico da sociologia e da história.

### Literatura Persa
Da cultura persa, o livro provavelmente mais famoso no ocidente é o Rubaiyat (esse título está escrito em linguagem espanhol), uma coleção de poemas com estrofes de quatro linhas, do escritor, matemático e astrônomo Omar Jayyam (1048-1122).

## Literatura chinesa
A poesia lírica se revolucionou muito mais na China do que na Europa  durante as dinastias Han, Tangue e Songue surgiram muitas formas de poesias novas. Provavelmente os melhores poetas chineses foram Li Bai e Du Fu.

## Literatura Japonesa
Destaca-se as mais de mil histórias da China, da Índia e Japão, reunidas em Konjaku Monogatarishu. Outros grandes mestres antigos podem ser encontrados em literatura japonesa.

## Literatura renascentista
A renovação geral no conhecimento que começou na Europa e o descobrimento do Mundo Novo em 1492, trouxe consigo uma nova concepção da ciência e das investigações e formas literárias distintas.
Surgiu então uma forma literária que logo desembocaria a novela, que tomou renome nos séculos posteriores. Uma das mais conhecidas dessa primeira época é A Utopia, de Thomas More.
Já as obras dramáticas de entretenimento (opostas ao propósito da moral) voltaram à cena. William Shakespeare é um dos mais conhecidos nomes no teatro e talvez o mais notável, embora existam outros, como Christopher Marlowe, Molière e Ben Johson.

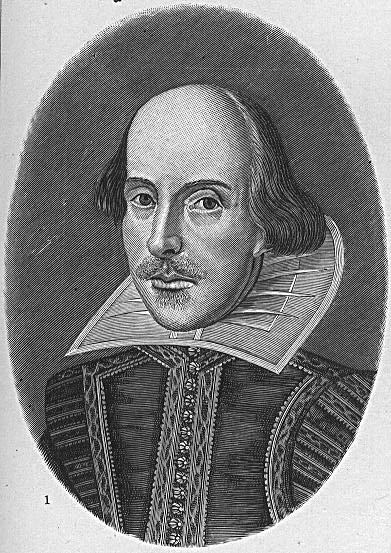
William Shakespeare
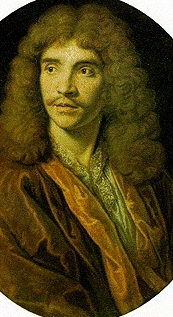
Molière
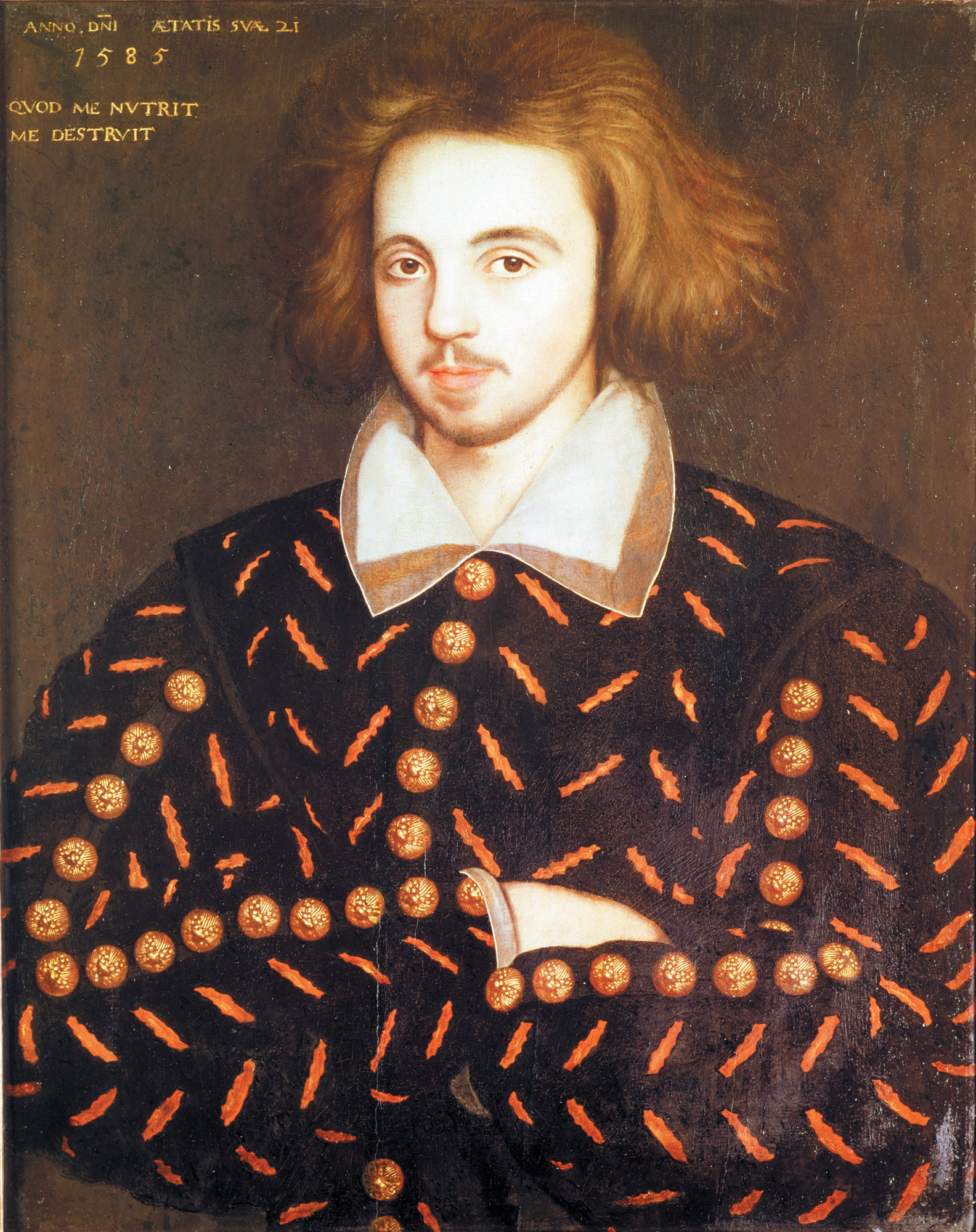
Christopher Marlowe
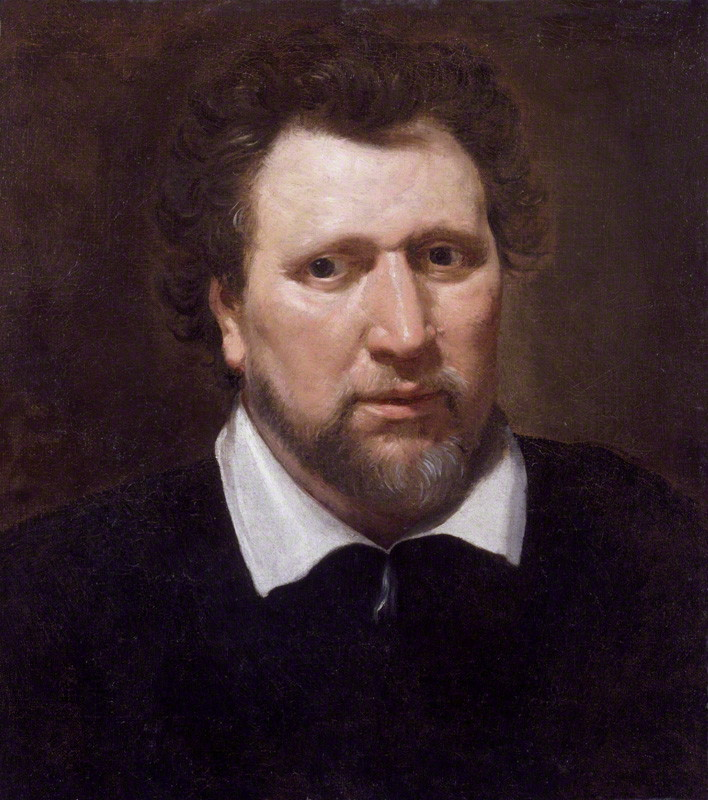
Ben Jonson

Don Quixote de la Mancha, de Miguel de Cervantes, é chamado de a primeira novela (ou a primeira das novelas europeias modernas). Foi publicada em duas partes, a primeira em 1605 e a segunda em 1615. Pode ser vista como uma paródia das novelas cavaleirescas, na qual a diversão provém de uma nova forma de tratar as lendas heróicas populares.

## Literatura Barroca
Entre os escritores barrocos estão, em espanhol Luis de Góngora, Francisco de Quevedo e Villegas, Sor Juana, Bernardo de Balbuena; em catalão Francesc Fontanella, Francesc Vicenç Garcia, Josep Romaguera; em português António Vieira, Gregório de Matos, Francisco Rodrigues Lobo; em inglês os poetas metafísicos (John Donne, George Herbert, Andrew Marvell, Henry Vaughan e em alemão Andreas Gryphius).

## Literatura ilustrada e neoclássica
Pode dar o nome do período de literatura ilustrada os anos que vão de 1689, em que se publica o Ensaio sobre o entendimento humano de John Locke e 1785, em que se publicam Os sofrimentos do jovem Werther, de Goethe. Nesse lapso, nasce na França um grande esforço intelectual: L'Encyclopédie.

## Literatura moderna indiana
Sarojini Sahoo é uma figura expoente e formadora de opinião em feminismo  na literatura Oriya contemporânea. Para ela, o feminismo não é um “problema de gênero” ou uma espécie de ataque ou confrontação à hegemonia  feminina. Portanto, sua abordagem é bastante diferente daquela de Virginia Woolf  ou de Judith Butler. Ela aceita o feminismo como uma condição total de feminilidade o que é completamente desvinculado do mundo masculino. Ela escreve com uma consciência maior do corpo feminino, o que criaria um estilo mais honesto e apropriado de abertura, fragmentação e não-linearidade. Suas ficções sempre projetam a sensibilidade feminina desde a puberdade até a menopausa. Os sentimentos femininos, como restrições morais na adolescência, gravidez, o fator medo de ser estuprada ou ser condenada pela sociedade e o conceito de menina má, etc, sempre têm uma exposição temática em suas novelas e contos.
Sarojini Sahoo é considerada a Simone de Beauvoir  da Índia. Seu feminismo é sempre conectado com as políticas sexuais de uma mulher. Ela nega os limites patriarcais de expressão sexual para uma mulher e identifica a liberação sexual feminina como o motivo real por trás do movimento das mulheres. Para ela, o orgasmo é o chamado natural do corpo para a política feminista: se ser uma mulher é tão bom assim, as mulheres devem valer alguma coisa. Suas novelas como Upanibesh, Pratibandi e Gambhiri Ghara cobrem uma miríade de áreas da sexualidade à filosofia , da política do lar à política do mundo.

## Literatura doséculo XIX

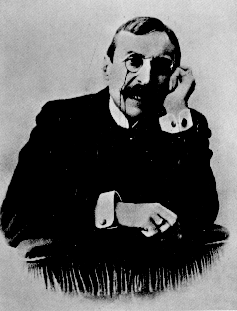
Eça de Queiroz, escritor do Romantismo e Realismo

- Romantismo
- Realismo
- Naturalismo
- Simbolismo
- Parnasianismo
- Condoreirismo

## Literatura doséculo XX
- Modernismo e vanguardas:
  - Futurismo
  - Surrealismo
  - Dadaísmo

Autores do século XX:
Autores que escreveram em prosa:
- James Joyce
- Franz Kafka
- Marcel Proust
- Ernest Hemingway
- F. Scott Fitzgerald
- José Saramago
- J. R. R. Tolkien
- C. S. Lewis
- George Orwell
- Philip Pullman
- Michael Ende
- Aldous Huxley
- Ray Bradbury
- J. D. Salinger
- Mário de Sá Carneiro
- Gabriel García Márquez
- Érico Veríssimo
- Julio Cortázar
- Jorge Luis Borges
- Charles Bukowski
- Lygia Fagundes Telles
- Stephen King

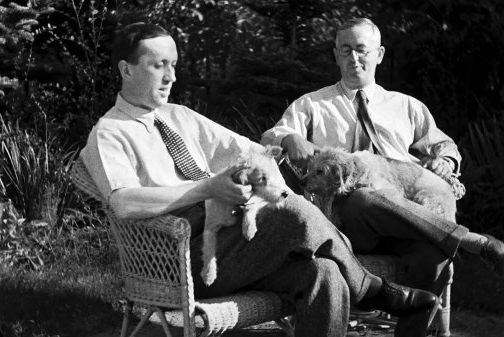
Irmãos Čapek: Karel e Josef, escritores responsáveis pela criação da palavra "robô".

Alguns autores que escreveram em poesia:
- Fernando Pessoa e seus heterônimos
- T.S. Eliot
- Ezra Pound
- Carlos Drummond de Andrade
- Paulo Leminski
- Vinicius de Moraes
- Mário Quintana
- Maiakovski
- Manuel Bandeira
- Cecília Meireles
- Oswald de Andrade
- Mário de Andrade
- Pablo Neruda
- Juan Gélman
- Ferreira Gullar
- João Cabral de Melo Neto
- Haroldo de Campos
- Augusto de Campos

Autores dramaturgos (teatro):
- Arthur Miller
- Samuel Beckett
- Jean Genet
- Eugène Ionesco

## Literatura doséculo XXI
Multiculturalismo
- Lemony Snicket
- Neil Gaiman
- Khaled Rosseini